# Lekkoatletyka na Letniej Uniwersjadzie 2019
Zawody lekkoatletyczne w ramach Letniej Uniwersjady 2019 były rozgrywane w dniach 8–13 lipca na Stadio San Paolo w Neapolu we Włoszech.

## Medaliści i medalistki

### Mężczyźni
| Konkurencja                        | Złoto                                                                                 | Rezultat        | Srebro | Rezultat     | Brąz                                                                                                  | Rezultat      |
| ---------------------------------- | ------------------------------------------------------------------------------------- | --------------- | --- | ------------ | --- | ------------- |
| 100 metrów                         | Paulo André de Oliveira                                                               | 10,09           | Chederick van Wyk                                                                                               | 10,23 =SB    | Rodrigo Pereira do Nascimento                                                                         | 10,32         |
| 200 metrów                         | Paulo André de Oliveira                                                               | 20,28 PB        | Chederick van Wyk                                                                                               | 20,44 PB     | Marcus Lawler                                                                                         | 20,55 SB      |
| 400 metrów                         | Valente Mendoza                                                                       | 45,63 PB        | Michaił Litwin                                                                                                  | 45,77        | Gardeo Isaacs                                                                                         | 45,89         |
| 800 metrów                         | Mohamed Belbachir                                                                     | 1:47,02         | Moad Zahafi | 1:47,64      | Lukáš Hodboď                                                                                          | 1:47,97       |
| 1500 metrów                        | Michał Rozmys                                                                         | 3:53,67         | Jan Friš | 3:53,95      | Joonas Rinne                                                                                          | 3:54,02       |
| 5000 metrów                        | Jonas Raess                                                                           | 14:03,10        | Yann Schrub | 14:03,24     | Robin Hendrix                                                                                         | 14:04,06      |
| 10 000 metrów                      | Mokofane Kekana                                                                       | 29:29,43        | Hiroki Abe | 29:30,01     | Adriaan Wildschutt                                                                                    | 29:36,39      |
| 110 metrów przez płotki            | Gabriel Constanino                                                                    | 13,22           | Wilhem Belocian                                                                                                 | 13,30        | Shunsuke Izumiya                                                                                      | 13,49         |
| 400 metrów przez płotki            | Alison dos Santos                                                                     | 48,57 AU20R WJL | Sokwakhana Zazini                                                                                               | 48,73 AU20R  | Patryk Dobek                                                                                          | 48,99 SB      |
| Bieg na 3000 metrów z przeszkodami | Mounaime Sassioui                                                                     | 8:30,24         | Rantso Mokopane                                                                                                 | 8:30,37 PB   | Ashley Fergus Smith                                                                                   | 8:33,60 PB    |
| Sztafeta 4 × 100 m                 | Japonia · Daisuke Miyamoto · Yoshihiro Someya · Jun Yamashita · Bruno Dede            | 38,92           | Chiny · Jiang Jiehua · Jiang Hengnan · Wang Yu · Xuan Dajun                                                     | 39,01        | Korea Południowa · Lee Gyu-hyeong · Ko Seung-hwan · Mo Il-hwan · Park Sie-young                       | 39,31         |
| Sztafeta 4 × 400 m                 | Meksyk · Fernando Arodi Vega · José Ricardo Jiménez · Édgar Ramírez · Valente Mendoza | 3:02,89 NR      | Południowa Afryka · Gardeo Isaacs · Zakhithi Nene · Kefilwe Mogawane · Sokwakhana Zazini · Jon Seeliger (elim.) | 3:03,23      | Polska · Wiktor Suwara · Dariusz Kowaluk · Kajetan Duszyński · Patryk Dobek · Patryk Adamczyk (elim.) | 3:03,35       |
| Półmaraton                         | Akira Aizawa                                                                          | 1:05:15         | Taisei Nakamura                                                                                                 | 1:05:27 SB   | Duo Bujie                                                                                             | 1:05:45 PB    |
| Półmaraton drużynowo               | Japonia                                                                               | 3:16:30         | Turcja | 3:24:47      | Dania                                                                                                 | 3:30:29       |
| Chód na 20 kilometrów              | Koki Ikeda                                                                            | 1:22:49         | Masatora Kawano                                                                                                 | 1:23:20      | Yuta Koga                                                                                             | 1:23:35       |
| Chód na 20 kilometrów drużynowo    | Japonia                                                                               | 4:09:44         | Korea Południowa                                                                                                | 4:46:21      | Nie przyznano                                                                                         | Nie przyznano |
| Skok wzwyż                         | Tichomir Iwanow                                                                       | 2,30 m SB       | Alperen Acet | 2,24 m SB    | Adrijus Glebauskas                                                                                    | 2,24 m        |
| Skok o tyczce                      | Ernest John Obiena                                                                    | 5,76 m NR       | Torben Blech | 5,76 m PB    | Ben Broeders                                                                                          | 5,51 m        |
| Skok w dal                         | Yūki Hashioka                                                                         | 8,01 m          | Yann Randrianasolo                                                                                              | 7,95 m       | Darcy Roper                                                                                           | 7,90 m        |
| Trójskok                           | Nazim Babayev                                                                         | 16,89 m         | Mateus Sá | 16,57 m      | Alexsandro Melo                                                                                       | 16,57 m       |
| Pchnięcie kulą                     | Konrad Bukowiecki                                                                     | 21,54 m UR      | Andrew Liskowitz                                                                                                | 20,49 m      | Uziel Muñoz                                                                                           | 20,45 m       |
| Rzut dyskiem                       | Matt Denny                                                                            | 65,27 m         | Alin Alexandru Firfirică                                                                                        | 63,74 m      | Henning Prüfer                                                                                        | 63,52 m PB    |
| Rzut młotem                        | Özkan Baltacı                                                                         | 75,98 m         | Serhij Reheda                                                                                                   | 74,27 m      | Taylor Campbell                                                                                       | 73,86 m PB    |
| Rzut oszczepem                     | Edis Matusevičius                                                                     | 80,07 m         | Ma Qun | 79,62 m      | Teo Takala                                                                                            | 77,79 m       |
| Dziesięciobój                      | Aaron Booth                                                                           | 7827 pkt. PB    | Alexander Diamond                                                                                               | 7593 pkt. PB | Suttisak Singkhon                                                                                     | 7511 pkt. SB  |

### Kobiety
| Konkurencja                        | Złoto                                                                                                | Rezultat     | Srebro                                                                    | Rezultat    | Brąz                                                                                                | Rezultat   |
| ---------------------------------- | --- | ------------ | ------------------------------------------------------------------------- | ----------- | --------------------------------------------------------------------------------------------------- | ---------- |
| 100 metrów                         | Dutee Chand                                                                                          | 11,32        | Ajla Del Ponte                                                            | 11,33       | Lisa Marie Kwayie                                                                                   | 11,39      |
| 200 metrów                         | Kryscina Cimanouska                                                                                  | 23,00 SB     | Jessica-Bianca Wessolly                                                   | 23,05 SB    | Lisa Marie Kwayie                                                                                   | 23,11 PB   |
| 400 metrów                         | Paola Morán                                                                                          | 51,52        | Leni Shida                                                                | 51,64       | Amandine Brossier                                                                                   | 51,77 PB   |
| 800 metrów                         | Catriona Bisset                                                                                      | 2:01,20      | Christina Hering                                                          | 2:01,87 SB  | Docus Ajok                                                                                          | 2:02,31 SB |
| 1500 metrów                        | Caterina Granz                                                                                       | 4:09,14      | Georgia Griffith                                                          | 4:09,89     | Courtney Hufsmith                                                                                   | 4:11,81 PB |
| 5000 metrów                        | Jessica Judd                                                                                         | 15:45,82     | Nicole Hutchinson                                                         | 15:48,06 SB | Julia van Velthoven                                                                                 | 15:51,75   |
| 10 000 metrów                      | Zhang Deshun                                                                                         | 34:03,31     | Rino Goshima                                                              | 34:04,65    | Natsuki Sekiya                                                                                      | 34:05,84   |
| 100 metrów przez płotki            | Luminosa Bogliolo                                                                                    | 12,79        | Reetta Hurske                                                             | 13,02       | Coralie Comte                                                                                       | 13,09 PB   |
| 400 metrów przez płotki            | Ayomide Folorunso                                                                                    | 54,75 PB     | Zenéy van der Walt                                                        | 55,73 WJL   | Amalie Iuel                                                                                         | 56,13      |
| Bieg na 3000 metrów z przeszkodami | Alicja Konieczek                                                                                     | 9:41,46 SB   | Belen Casetta                                                             | 9:43,05 SB  | Meswat Asmare Dagnaw                                                                                | 9:45,48 PB |
| Sztafeta 4 × 100 m                 | Szwajcaria · Salomé Kora · Sarah Atcho · Ajla Del Ponte · Samantha Dagry · Riccarda Dietsche (elim.) | 43,72        | Australia · Abbie Taddeo · Nana Owusu-Afriyie · Riley Day · Celeste Mucci | 43,97       | Nowa Zelandia · Olivia Eaton · Zoe Hobbs · Georgia Hulls · Natasha Eady · Brooke Somerfield (elim.) | 44,24 NR   |
| Sztafeta 4 × 400 m                 | Ukraina · Marija Mykołenko · Anasiasija Holenewa · Kateryna Kłymiuk · Tetiana Melnyk                 | 3:30,82      | Meksyk · Frida Corona · Dania Aguillón · Rosa Cook · Paola Morán          | 3:32,63     | Australia · Genevieve Cowie · Morgan Mitchell · Jessie Stafford · Gabriella O’Grady                 | 3:34,01    |
| Półmaraton                         | Yuka Suzuki                                                                                          | 1:14:10      | Rika Kaseda                                                               | 1:14:32     | Yuki Tagawa                                                                                         | 1:14:36    |
| Półmaraton drużynowo               | Japonia                                                                                              | 3:43:18      | Chiny                                                                     | 3:52:40     | Południowa Afryka                                                                                   | 4:19:15    |
| Chód na 20 kilometrów              | Katie Hayward                                                                                        | 1:33:30      | Jemima Montag                                                             | 1:33:57     | Anežka Drahotová                                                                                    | 1:35:44    |
| Chód na 20 kilometrów drużynowo    | Australia                                                                                            | 4:51:36      | Ukraina                                                                   | 4:58:02     | Chiny                                                                                               | 4:59:53    |
| Skok wzwyż                         | Julija Czumaczenko                                                                                   | 1,94 m =PB   | Iryna Heraszczenko                                                        | 1,91 m      | Imke Onnen                                                                                          | 1,91 m     |
| Skok o tyczce                      | Roberta Bruni                                                                                        | 4,46 m =PB   | Rachel Baxter                                                             | 4,41 m      | Bridget Guy                                                                                         | 4,31 m     |
| Skok w dal                         | Maryna Bech-Romanczuk                                                                                | 6,84 m       | Evelise Veiga                                                             | 6,61 m =PB  | Florentina Iusco                                                                                    | 6,55 m     |
| Trójskok                           | Evelise Tavares da Veiga                                                                             | 13,81 m      | Neja Filipič                                                              | 13,73 m     | Li Ying                                                                                             | 13,66 m    |
| Pchnięcie kulą                     | Sarah Mitton                                                                                         | 18,31 m PB   | Portious Warren                                                           | 17,82 m     | Klaudia Kardasz                                                                                     | 17,65 m    |
| Rzut dyskiem                       | Daisy Osakue                                                                                         | 61,69 m PB   | Claudine Vita                                                             | 61,52 m     | Ieva Zarankaitė                                                                                     | 56,75 m SB |
| Rzut młotem                        | Iryna Kłymeć                                                                                         | 71,25 m      | Malwina Kopron                                                            | 70,89 m     | Katarzyna Furmanek                                                                                  | 69,68 m PB |
| Rzut oszczepem                     | Liveta Jasiūnaitė                                                                                    | 60,36 m      | Haruka Kitaguchi                                                          | 60,15 m     | Eda Tuğsuz                                                                                          | 59,75 m    |
| Siedmiobój                         | Miia Sillman                                                                                         | 6209 pkt. PB | Marthé Koala                                                              | 6121 pkt.   | Caroline Agnou                                                                                      | 5844 pkt.  |